# 打平即可出线
“打平即可出线”是指在足球等体育项目的分组循环赛中，某支队伍无需考虑其他对手比賽的胜负如何，只需在最后一场與對手打平，就能确保出线（晋级下一轮）；但如果最后一场比赛落败，那么就存在无法晋级而被淘汰的可能。虽然是一种比较有利的局面，但在一些球队，如中国国家男子足球队的征战史上，曾有很多次“打平即可出线”的局面，最终却往往落败，无缘下一轮比赛。中国队频繁地碰上这种情况而止步预选赛或小组赛，乃至于被视为“魔咒”、“梦魇”甚至“不治之症”，媒体也将其戏称为“打死也不出线”。

## 例子
2007年亚洲杯中，中国队被分在C组，同组的是马来西亚、乌兹别克斯坦和伊朗队。比赛为单循环赛制，共进行三轮，每组前两名晋级淘汰阶段。第二轮结束后，积分形势如下：
| 隊伍     | 賽事 | 勝 |   | 負 | 得球 | 失球 |    | 积分 |
| -------- | ---- | -- | - | -- | ---- | ---- | -- | ---- |
| 中國     | 2    | 1  | 1 | 0  | 7    | 3    | +4 | 4    |
| 伊朗     | 2    | 1  | 1 | 0  | 4    | 3    | +1 | 4    |
|          | 2    | 1  | 0 | 1  | 6    | 2    | +4 | 3    |
| 马来西亚 | 2    | 0  | 0 | 2  | 1    | 10   | -9 | 0    |

马来西亚两连败已经出局，因而晋级的队伍将在中国、伊朗和乌兹别克斯坦中产生。中国队最后一轮的对手是乌兹别克斯坦，由于第二轮之后中国队得4分，乌兹别克斯坦得3分，因而只要中国队与乌兹别克斯坦打平，就可保证积分较乌兹别克斯坦更多，不论伊朗与马来西亚战果如何，中国队都将晋级。
然而在这样看似有利的形势面前，中国队最终未能打破“打平即可出线”的魔咒，0-3告负，将出线权拱手让给了乌兹别克斯坦队，自参加亚洲杯以来首次未能晋级淘汰赛阶段。

## 历史

### 中國
“打平即可出线”的魔咒可以追溯到1980年代。
- 1980年奥运会的男足亚洲区预选赛（英语：1980 Asian Olympic Qualifying Tournaments），中国队在最后一轮只需与新加坡打平即可获得小组出线，但最终负于对手[3]。
- 1982年世界杯预选赛（英语：1982 FIFA World Cup qualification (AFC and OFC)），中国队客场只需与新西兰或最后一场对科威特打平即可确保晋级，但这两场落败，加上最后一场沙特阿拉伯主场应战新西兰比分惨败0-5，最终被本來落後的新西蘭追至同分及同得失球差，須進行附加賽決定出線。在附加赛中负于新西兰而无缘世界杯决赛圈[7]。
- 1984年奥运会的预选赛最后一轮，中国队只需战平弱旅泰国队即可晋级，最终0-1告负[3]。

- 1986年世界杯预选赛，中国队在打平香港即可出线的情况下（積分相同，但淨球數優），在主场北京工人体育场1-2告负，无缘淘汰赛阶段。是役引发了北京球迷骚乱，是中国历史上首次球迷骚乱，即五一九事件[1][3][4]。

- 此后，在1992年奥运会预选赛[4][7]、1996年奥运会预选赛[5]、2006年世界杯预选赛[5][7]和上面已经提到的2007年亚洲杯正赛中，中国男足都在打平即可出线的局面下输球出局。倒是米卢执教时期破解这不治之症，在2001年世预赛最后阶段十强赛除了客场对卡塔尔打平和提前出线后对乌兹别克的最后一场比赛，其他赛事大胜而归。

“打平即可出线”下落败反而晋级的例子：
- 1976年亚洲杯小组赛，中国对只需在最后一场打平科威特即可出线，但最终落败，幸亏的是马来西亚得失球差不如中国队，中国得以侥幸晋级淘汰赛。
- 1996年亚洲杯小组赛中，中国只需在最后一场打平日本即可出线，但最终最后数分钟以0-1落败，幸亏的是叙利亚和乌兹别克斯坦得失球分数不如中国，加上最后一场叙利亚击败乌兹别克斯坦。这样一来，中国队虽然在“打平即可出线”的比赛中落败，但还是侥幸晋级淘汰赛。
- 在2015年亚洲杯预选赛上，中国队原本只需与伊拉克队战平即可确保出线，但最终却1-3落败，排名小组第三。与往届比赛不同，这次预选赛中，除每组第二名可以晋级之外，还有表现最好的小组第三也可晋级。与中国竞争这一席位的黎巴嫩队虽然在最后一轮中5-2战胜泰国，但因净胜球比中国队少1个而排在中国队之后。这样一来，中国队虽然在“打平即可出线”的比赛中落败，但还是侥幸晋级。泰国队在比赛最后扳回的一球成了中国队的救命稻草。[8]
- 2026年國際足總世界盃外圍賽 (亞洲區)第二轮小组赛中，中国只需要最后一场对韩国打平即可出线第三轮，但最终以0-1告负，而泰国最后一场当时也以3-1击败新加坡，跟中国队无论分数，净胜球等同分；幸亏按照规则：同分球队在净胜球和进球数都相同的情况下，将通过双方相互胜负关系分出高低。最终中国仍以小组第二名进入第三轮赛事。

### 其他國家
其他國家也有「打平即可出线」的情形：
1962年世界杯欧洲外围赛中，法国在最后一场外围赛，在得失球分数占优下只需打平保加利亚即可出线，但最终0-1失败导致要附加赛，结果附加赛也失败收场，无缘该届决赛周。
1982年世界杯欧洲外围赛中，荷兰在最后一场外围赛，只需打平法国即可出线，但最终0-2失败，无缘该届决赛周。
1992年歐洲國家盃小组赛中，法国在最后一场，在英格兰落败下只需打平丹麦即可出线，但最终1-2失败，无缘晋身淘汰赛。
1992年歐洲國家盃小组赛中，英格兰在最后一场，在法国落败下只需打平瑞典即可出线，但最终同样1-2失败，无缘晋身淘汰赛。
1994年世界杯欧洲外围赛中，法国在最后一场外围赛，只需打平保加利亚即可出线，但比赛第90分钟因大衛·吉諾拉传球失误而被对方反攻，被射入决胜球而奠定败局，无缘决赛周，重现1962年悲剧。
2018年世界杯外圍賽中，美國在最後一場外圍賽，只需與小組墊底的千里達打平，便可晉級世界杯決賽周，但美國卻以1-2不敵千里達，結果被最後一場外圍賽取得勝利的巴拿馬及洪都拉斯趕過，跌至小組第五名不能晉級。
「平手即可出線」下落敗反而晉身的例子：
2010年國際足總世界盃外圍賽 (非洲區)中，阿尔及利亚在最后一场外围赛，在得失球分数占优下只需打平埃及即可出线，但最终落败，幸亏彼此得失球分数相同，加上附加赛阿尔及利亚不负众望击败埃及，破解打平即可出线的魔咒。